# Nakhon Ratchasima (stacja kolejowa)
Nakhon Ratchasima (tajski: สถานีรถไฟนครราชสีมา (รส.)) – stacja kolejowa w Nakhon Ratchasima, w prowincji Nakhon Ratchasima, w Tajlandii. Stacja znajduje się w zachodniej części miasta Nakhon Ratchasima. Istnieje 18 pociągów dziennie, 1 Eastern and Oriental Express obsługują tę stację. Ponadto, istnieje od 4 do 6 usług specjalnych pociągów w Nowy Rok, Songkran lub innych specjalnych świąt. W 2008 ze stacji Nakhon Ratchasima skorzystało około 800 tysięcy pasażerów.